# Pasquella
La Pasquella è un rito della tradizione orale contadina, ancora oggi presente in molte forme differenti in molti paesi della Romagna, delle Marche e di alcune aree dell'Umbria e del Lazio (dove prende anche il nome di Pasquarella); è simile alla Befanata della tradizione toscana. Il rito di questua ha luogo nelle date comprese fra il Capodanno e il Carnevale, con particolare concentrazione di attività a ridosso dell'epifania. Così come tutti i riti e canti di questua, essa è riferibile alle ritualità folkloriche legate ai morti e riti di superstizione e scaramanzia.

## Tradizioni e riti della Pasquella
Analogamente al periodo di Ognissanti-San Martino, la tradizione si inquadra nelle date dei "passaggi" del dodekaemeron invernale del calendario agrario (con chiari elementi pre-cristiani). 
Numerose sono le tradizioni orali riguardanti tali periodi (in questo caso tra il Solstizio d'Inverno e l'Epifania) riguardanti morti o altre entità che vagassero nell'ultraterreno e in altre forme, tra le quali apparizioni di animali dotati della parola, spiriti di bambini ed anziani. Ad essi è dovuto ascolto e dono per il passaggio e buon auspicio.
La musica e la poesia rappresentano il tramite di scambio, di questua e di passaggio, così come sono parimenti importanti le offerte di cibo e ospitalità.

### Sincretismi religiosi nei riti
Numerosi i sicretismi religiosi sia nelle strofe di canto della pasquella che nelle date di festeggiamenti, essendo nella tradizione liturgica annunciato il calendario annuale e proprio nel giorno dell'Epifania annunciata il periodo di festività Pasquali.
Per antichissima tradizione la liturgia della messa dell’Epifania prevede, tra il Vangelo e l’omelia, il solenne annuncio del giorno di Pasqua. Il giorno di Pasqua è presentato come il centro di tutto l’anno liturgico, una sorta di data zero da cui si originano le altre feste mobili: le Ceneri, l’Ascensione, la Pentecoste, la prima domenica di Avvento. Non è solo un semplice avviso, utile ad un mondo contadino e pastorale che non aveva calendari appesi in salotto: il testo ha un forte valore rituale ed è cantato, ove possibile, in latino e seguendo la melodia gregoriana. Oggi però sono molto diffuse delle forme adattate al testo italiano. L’uso di annunciare la data di Pasqua il 6 gennaio si perde nei secoli. Sappiamo che già ai tempi di Sant’Ambrogio, nella Milano imperiale del IV secolo,
Un'altra spiegazione riferisce che, popolarmente, il termine Pasqua veniva utilizzato per indicare qualsiasi festa religiosa: la Pasqua di Natale, la Pasqua o Pasquetta per l’Epifania, la domenica delle palme diventava la Pasqua fiorita, la Pentecoste era la Pasqua rosata, infine la festa di Tutti i santi la Pasqua dei morti. Questa spiegazione deriva in un certo qual modo dalla prima, dato che le feste religiose più importanti sono in certo qual modo manifestazioni di eventi importanti della storia della salvezza di Cristo.

## La Pasquella marchigiana

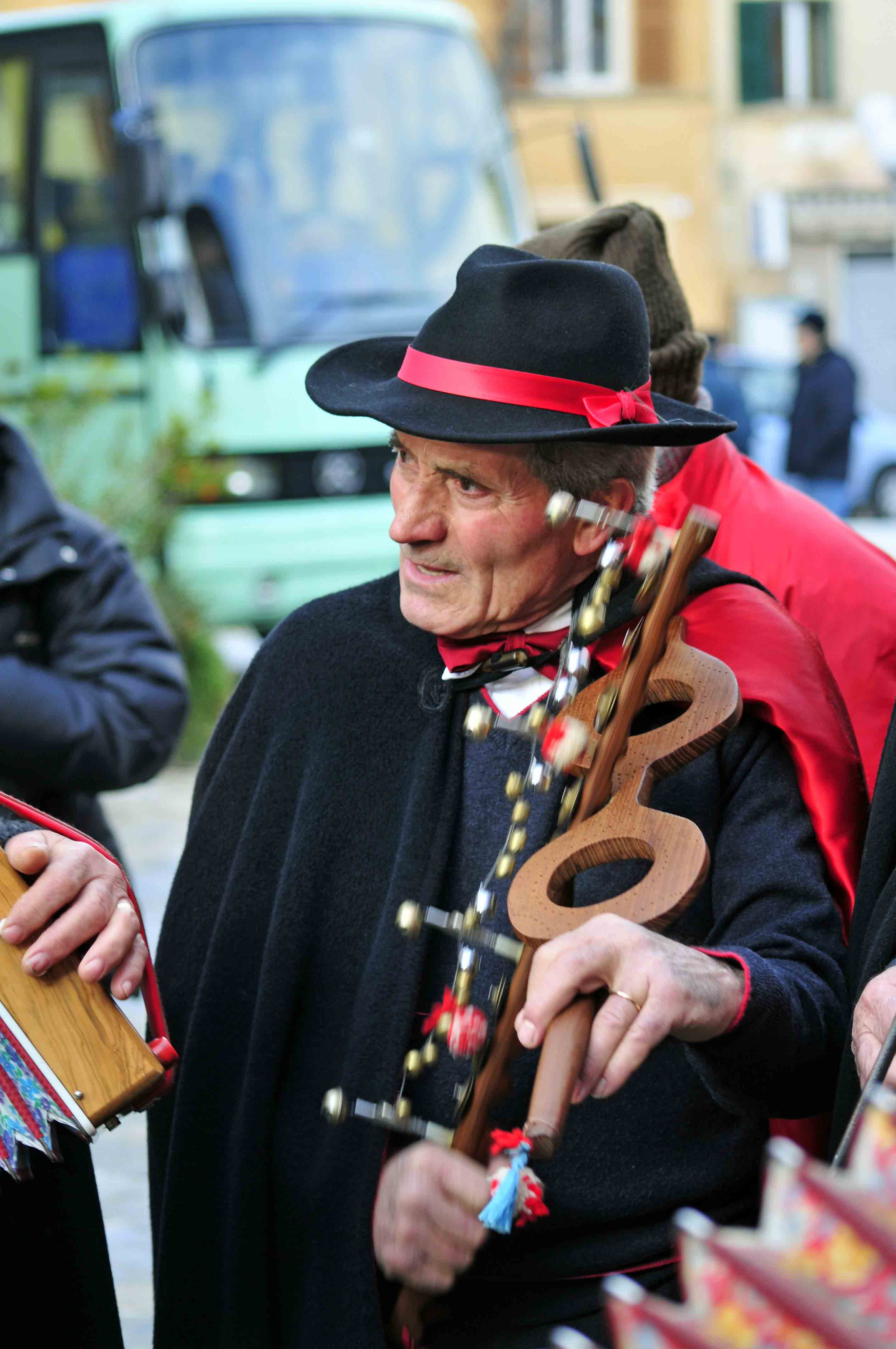
Pasquella a Montecarotto (AN9

La Pasquella Marchigiana conta numerose versioni, diffuse sia nelle aree della costa anconetana che fermano-maceratese, pesarese ed ascolana.
Insieme al Canto della Passione e al Cantamaggio, Sant’Antonio, Passione di San Giuseppe, Scacciamarzo, è uno dei riti principali appuntamenti delle Marche per ascoltare i canti di questua di origine contadina.
A partire dagli anni 1970 la pasquella è stata oggetto di numerosi studi etnoantropologici, pubblicazioni e diffuse registrazioni su vinile, di musiche e registrazioni di autorevoli fondazioni e numerose incisioni di versioni popolari e autoprodotte. 
Il rito della Pasquella Marchigiana attuale prevede, in differenti stili esecutivi e di formazione e melodia, il canto di questua e un canto a ballo di terzinato: il saltarello finale. Con il ballo possono seguire uno o più esecuzioni di ringraziamento finale. Nel testo sono normalmente dedicate a differenti tematiche: strofe di saluto, strofe di questua, strofe di buon augurio e strofe di ringraziamento, strofe improvvisate.
Le strofe di ringraziamento e improvvisate sono contenute ed eseguite molto spesso nel terzinato finale, anche se i gruppi sono soliti comporre o dedicare strofe speciali per ciascuna casa visitata. I gruppi normalmente eseguono altre canzoni di saluto dopo aver ricevuto il dono o il cibo. In questo caso il repertorio è molto vasto e riferibile a molti repertori diversi (goliardico, storie, stornelli, balli, furlane, manfrine, balletti di san vito, pizziche, tarantelle, polke, valtzer, mazurke). 

### Testi e musiche della Pasquella Marchigiana
Alcuni testi di pasquelle marchigiane, conservati e tramandati sono riferibili al 1800. Fra gli autori dell'Ottocento ancora tramandati risuona in tempo di pasquella, specialmente nell'area Pesarese, la poesia di Odoardo Giansanti, detto Pasqualòn. Numerosi anche i testi e canzoni di pasquella dell'Ottocento nel fermano-maceratese, fra cui quelle composte e trascritte da Alfonso Leopardi, tra il 1867 e il 1877.
Ulteriore importante ricerca sui testi su effettuata negli anni '40 e '70 del Novecento, ad opera di una generazione di antropologi fra cui è possibile ricordare Giovanni Ginobili per l'area Fermano Maceratese, raccoglie numerose versioni di canti pasquelle raccolta di canti e relative melodie. Il canto della “Pasquella”  a Macerata, a Montemarciano, a Colmurano, a Potenza Picena  e a Morrovalle.  Nel 1955 “La Pasquella”  di Montegiorgio, di Fermo  e di Treia, Nel 1956 e nel 1959 la pasquella di Apiro, di Camerano, di Civitanova Marche e di San Ginesio.

### Rassegne della Pasquella Marchigiana
Negli ultimi anni, a partire dal 1984 il rito della Pasquella è stata occasione dei raduni di gruppi folkoristici e di gruppi spontanei intorno all'eventi e rassegne della Pasquella di Montecarotto, manifestazione di carattere regionale, sotto la direzione artistica del Gruppo La Macina. La Pasquella di Montecarotto ha proposto negli anni le migliori voci del folk marchigiano e world music e altre tradizioni jazz, blues.
I raduni di pasquella, così come le attività di questua spontanea negli ultimi quaranta anni sono portati da una popolazione ben nutrita di gruppi folkloristici e gruppi spontanei sul territorio marchigiano, che hanno continuato a rinnovarsi nel portare il rito ancora oggi in molte case di riposo, ospedali, frazioni remote, oltre che spazi istituzionali e fiere e mercati.
Parte integrante delle rassegne è il pranzo comunitario dei suonatori questuanti e nuove esibizioni in piazza o in spazi teatrali.
Dal 2004 ulteriori iniziative in questo senso sono state promosse dai comuni dell'area della Vallesina, tra le quali A Monsano la Pasquella, e a partire dal 2015 la Pasquella di Offagna (AN)..

## Pasquella di Cesena, Ravenna e Romagna
Nella versione di Cesena e dei territori limitrofi il testo della Pasquella recita  Sgnur padrun arvì la porta che qua fora uj è la morta  (Signor padrone aprite la porta che qui fuori c'è la morte), e questo non solo per il freddo invernale, ma anche per la paura degli spiriti e delle bestie e la necessità per il gruppo di accedere al caldo focolare, al riparo dai demoni della notte.
La Pasquèla della versione dell'alta Val Marecchia, Foglia e Rubicone, è un canto rituale del solstizio d'inverno che appartiene al repertorio dei canti tradizionali di questua del ciclo Natale-Epifania,
In quest'area, il gruppo Uva Grisa, per l'Epifania, dal 1982 ha inaugurato e sostenuto un movimento di riscoperta della pasquella dell'area ne canto casa per casa.  Ad essi ha affiancato ricerca corposa di documenti storico-letterari e socio-antropologici, osservazioni dirette, trascrizioni di incontri con anziani testimoni di memorie individuali e collettive, raccolti in Romagna, dai primi anni Ottanta del Novecento ad oggi.
Per il lavoro sul recupero delle Pasquelle, Gualtiero Gori, direttore artistico de L'Uva Grisa ha ricevuto il Premio Domenico Baldoni.
A Cervia I Pasqualotti sono parte del programma di promozione turistica.
A partire dal 2015 è stato costituito un gruppo di "Pasquella Randagia", che negli anni organizza a Ravenna e aree limitrofe eventi e ritrovi in luoghi pubblici il canto pasquellante.

### Raduni e festival della Pasquella
A Sant'Agata Feltria dal 1976 si svolge il Festival della Pasquella, manifestazione e raduno che ha unito numerosi gruppi locali dalle aree vicine dell'area, unite dalla tradizione del canto di questua.

## Pasquella in Umbria
Molto documentata anche la pasquella Umbra e registrata a partire dal 1956 anche negli archivi di Diego Carpitella e Tullio Seppilli, registrata a Maltignano, nei pressi di Cascia.
Numerose le formazioni di pasquellanti lungo la dorsale appenninica umbra, sia nell'area spoletina e amerina, lungo la val tiberina (Gubbio, Umbertide, Città di Castello, Pietralunga), così come in area ternana, amerina e perugina.
Inoltre, indica il tipico canto di questua di origine contadina, eseguito per l'occasione da gruppi di "befanotti", "pasquaroli", "pasquellanti", "pasqualotti", "pasquellari" o, nell'alta Sabina ed in Valnerina prende il nome anche di pasquarella e i "pasquarellari" che, accompagnati da strumenti musicali, richiedono cibo e vino, augurano la buona sorte per l'anno venturo, fertilità dei terreni e delle giovani spose. Nelle versioni religiose del canto, portano di casa in casa l'annuncio della venuta del Messia. I gruppi rappresentano le anime degli antenati, ma al contempo rifuggono dai fantasmi degli stessi.

### Rassegne e raduni di Pasquarelle
A Cascia si svolge dal 1976 la Rassegna Interregionale delle Pasquarelle.che coinvolge numerosi gruppi di pasquellari e pasquellanti delle varie tradizioni del centro italia.

## Testi di Pasquelle Marchigiane e Romagnola
Si riportano di seguito una versione romagnola ed una marchigiana del canto della Pasquella; ogni strofa comunque può essere modificata a piacimento, allo stesso modo possono essere inserite infinite strofe nuove con mille varianti riferite a personaggi o fatti avvenuti nel paese in cui si canta, o riferite alla famiglia presso cui si sta cantando, un po' come avviene con gli Stornelli toscani e laziali e con le Stornelle sempre romagnole:
Versione romagnola

Riveriti lor Signori,

con i canti e con i cori,

siamo qua alla sua presenza

a dimandare una licenza

di cantare in allegria:

Viva Pasqua e Pifania.

I Remagi dell'Oriente

con gran cuore, fede ardente,

lor si mettono in cammino

per trovar Gesù Bambino.

Son guidati da una Stella.

Viva viva la Pasquella.

Nata rozza (o 'nella rozza') capannella

da una povera verginella,

lor si mettono in cammino

per trovar Gesù Bambino.

Son guidati da una Stella.

Viva viva la Pasquella.

San Giovanni il precursore,

il suo Re il suo Signore,

il gran fiume del Giordano,

il battezzo (o 'lo battezza') di sua mano.

Oh che festa è così bella.

Noi cantiamo la Pasquella.

Oh che festa di amore,

bella festa del Signore,

che l'è nato nella guerra,

fra il cielo e la terra.

E siam sempre in compagnia

di Giuseppe e di Maria.

In questa casa c'è una figlia,

ben che sia da marito,

le daremo un buon partito

e di una buona parentela.

Viva viva la Pasquella

Questa casa c'è una sposa,

bianca rossa come rosa,

e ridente come stella.

Viva viva la Pasquella.

In questa casa c'è del tutto,

del salame e del prosciutto,

di salciccia e murtadela.

Viva viva la Pasquella.

La Pasquela di purete,

un po' scarpegn e un po' radece,

un po' d'erbi in te caldare,

con do tre garneli ad sale. 

La Pasquela una volta a l'ane,

un bicir ad voi(n) an av un dasì dane,

fasì conte da butel via.

E viva Pasqua e Pifania (due volte)
Versione marchigiana

L'Anno novo è già venuto

Già che Dio ce l'ha mandato

Ce l'ha mandato con allegria

Bon Anno novo e Epifania

Ce l'ha mandato con allegria

Bon Anno novo e Epifania

Fate presto e non tardate

Che dal ciel cade la brina

Ce fa venì la tremarella

Bon Anno novo e bona Pasquella

Ce fa venì la tremarella

Bon Anno novo e Bona Pasquella

Noi pregamo Sant'Antonio

Che ce guarda tutto il bestiame

Dalla peste e dalla fame

E da qualunque malattia

E da qualunque malattia

Bon Anno novo Epifania

Se ce date nu presciuttu

C'ho n'amico tantu juttu

Ogni tanto 'na fettarella

Bon anno novo bona Pasquella

Ogni tanto 'na fettarella

Bon Anno novo Bona Pasquella

La vergara su pe le scale

Qualche cosa ce vorrà dare

Se senza niente ce manda via

Bon Anno novo e Epifania

Se senza niente ce manda via

Bon Anno novo Epifania

La capoccia su pe le scale

'N prosciuttello ce voria dare

Ma il marito je guarda brutto

Armetti a posto 'sto prosciutto

Ma il marito je guarda brutto

Armetti a posto 'sto prosciutto

Se ce date 'na pacca de porco

Non ce 'mporta se ce sta il pelo

Noi je daremo 'na raschiatela

Bon Anno novo e bona Pasquella

Noi je daremo 'na raschiatela

Bon Anno novo e Bona Pasquella

La quel fiume del Giordano

Dove l'acqua diventa vino

E pe lavà Gesù Bambino

E pe lavaje la faccia bella

E pe lavaje la faccia bella

Bon Anno novo e Bona Pasquella

Ce venimo da chi d'intorno

Non piate il palo del forno

Semo venuti pe l'allegria

Se non volete annamo via

Semo venuti pe l'allegria

Se non volete annamo via

## Pasquarella laziale

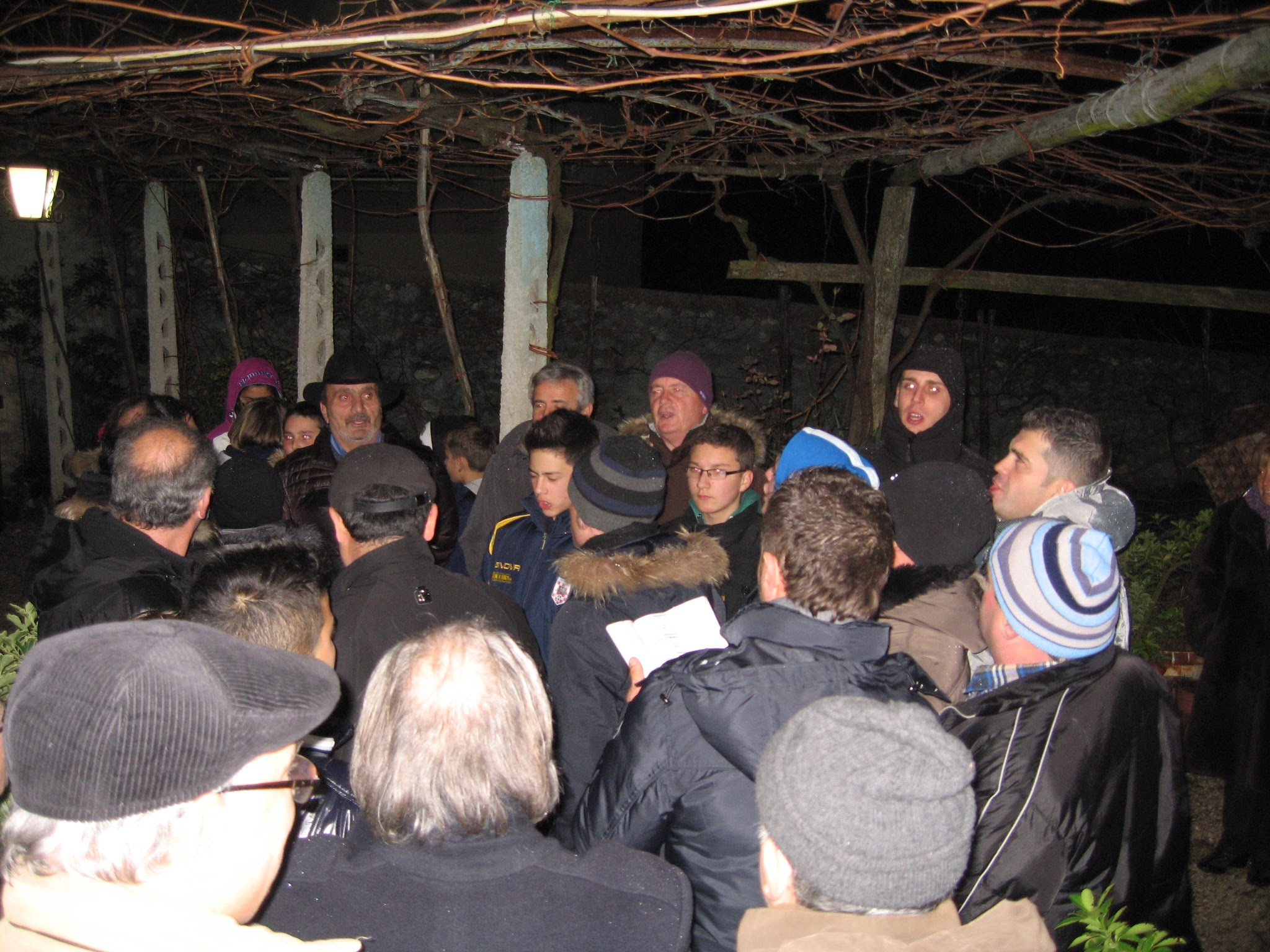
Pasquarella Roccarenieri Gennaio - 2012

La pasquella è documentata in differenti aree del Lazio, nel confine tra Umbria e nel reatino in cui sono molto attive le pasquarelle nell'alta Valle del Turano con borghi coinvolti come Roccarenieri, Paganico Sabino, Castel di Tora e la Fraz. San Lorenzo di Collalto, Micigliano e Cittàreale e zona dell'Alta Valle del Velino.
Registrazioni della Pasquarella si hanno già nel 1951, nel comune di Posta e a Velletri nel 1964.
Nell'area di Velletri viene praticato questo rito, dove viene chiamato, a differenza delle atre aree laziali, Pasquella.
I Pasquellari di Velletri che compongono una squadra detta cavetta, sono solitamente quattro: oltre al cantore che porta il cesto per raccogliere i doni, sono presenti altri tre suonatori muniti di tamburello, fisarmonica e caccavèlla. Durante la notte della Befana i pasquellari si pongono nei pressi di una casa e iniziano a suonare la Pasquella; alla fine del canto, se il padrone di casa è disposto ad accettare i pasquallari, apre leggermente la porta o la finestra e la squadra può entrare in casa.
Anche la zone di Orte, nel viterbese, celebra il rito della Pasquarella